# Михана, Редон
Редон Михана (род. 28 июня 1999, Тирана) — албанский футболист. Полузащитник. Выступает за азербайджанский клуб «Кяпаз».

## Карьера
Родился 28 июня 1999 года в Тиране (Албания).
Выступал за албанские клубы «Аполония», «Динамо», «Эгнатия», «Кастриоти», «Эрзени». До перехода в заграничный клуб сыграл более ста матчей в чемпионате Албании.
21 июля 2024 года подписал контракт с клубом «Кяпаз». Контракт рассчитан до 30 июня 2025 года с опцией продления на год.
30 августа 2017 года дебютировал за сборную Албании до 19 лет. 9 июня 2019 года дебютировал за сборную Албании до 21 года.